# Leonid Il'ič Brežnev
Leoníd Il'íč Bréžnev (in russo Леонид Ильич Брежнев?, AFI.  [lʲɪɐˈnʲid ɪˈlʲjidʑ ˈbrʲeʐnʲɪf] ; in ucraino Леонід Ілліч Брежнєв?, Leonid Illič Brežnév;; Kamenskoe, 19 dicembre 1906 – Zareč'e, 10 novembre 1982) è stato un politico e militare sovietico.
Fu segretario generale del Partito Comunista dell'Unione Sovietica e, di fatto, capo dell'URSS, dal 1964 al 1982, benché il suo potere sia stato esercitato, all'inizio del suo mandato, in concorso con altri esponenti del Politburo tra cui Kosygin e Podgornyj.
Durante i lunghi anni alla guida delle Repubbliche Socialiste, garantì stabilità costruendo un intricato sistema di controllo del PCUS, alimentando l'apparato burocratico, che fungeva da cerniera tra il partito e lo Stato, realizzando, soprattutto nella parte finale della propria parabola politica, un equilibrio composto da personalità fedeli al partito, tali che, nella fase del passaggio delle consegne alla guida del Soviet Supremo, egli non temesse altro che il proprio stesso deperimento fisico (che si dimostrerà sempre più un handicap sin dalla prima metà degli anni settanta, a causa delle diverse e gravi patologie che lo colpiranno).
Cooptando nella nomenklatura personaggi a lui legati da vincoli di amicizia, di parentela o di interessi favorì anche l'incremento della corruzione e dei privilegi, acuendo la distanza tra il partito ed alcuni settori della cosiddetta società civile. Attraverso il ruolo di alcuni intellettuali (Solženicyn e Sacharov), tale divario contribuiva a diffondere un'immagine negativa dell'URSS all'estero, in particolare nell'occidente .
Fu Segretario generale del Partito Comunista dell'Unione Sovietica dal 1964 al 1982 e due volte a capo del Praesidium del Soviet Supremo (capo dello Stato), dal 1960 al 1964 e dal 1977 al 1982. Sotto il suo governo si acuirono le tensioni tra Occidente e mondo comunista, come nel caso della Primavera di Praga e dell'invasione dell'Afghanistan. La sua morte aprì il lento, ma costante percorso di occidentalizzazione delle strutture dell'URSS poi guidato da Michail Gorbačëv.

## Biografia

### Primi anni
Brežnev nacque nel 1906 a Kamenskoe in Ucraina, da una famiglia del posto. Suo padre era un operaio dell'acciaio. Il suo vero cognome era Brežnёv (Брежнёв, Brežnjòv) e così si fece chiamare fino al 1956. Nonostante il suo trasferimento in Russia in giovane età, mantenne la pronuncia e le abitudini ucraine per l'intera vita. Come molti ragazzi appartenenti alla classe operaia, negli anni successivi alla rivoluzione russa ricevette un'educazione tecnica, prima in economia agraria, poi in metallurgia. Diplomatosi nell'Istituto di studi Metallurgici di Dniprodzerźinsk e laureatosi in ingegneria metallurgica, lavorò per qualche tempo in alcune industrie del ferro e dell'acciaio nell'Ucraina orientale. Si unì alle organizzazioni giovanili del PCUS, il Komsomol, nel 1923, e divenne membro del partito stesso nel 1931. Nel 1928 si sposò con Viktoria Denisova.
Nel 1935-1936 Brežnev partì per il servizio militare, e dopo l'addestramento alla scuola carristi divenne commissario politico in una compagnia di cavalleria corazzata. Nel 1936 fu anche direttore dell'Istituto Superiore Tecnico di Studi Metallurgici di Dniprodzerźinsk, prima di essere trasferito al capoluogo della regione, Dnipropetrovsk. Qui, nel 1939, diventò segretario di partito, incaricato di gestire le importanti industrie militari della città.
Brežnev apparteneva alla prima generazione di comunisti sovietici che non avevano una vera memoria di come fosse la Russia prima della rivoluzione, e che erano troppo giovani per aver partecipato a quelle lotte per il comando del Partito che si erano scatenate dopo la morte di Lenin nel 1924. Quando egli vi entrò Stalin ne era il capo indiscusso, e lui con molti altri crebbero politicamente nel segno dello stalinismo senza porsi dubbi o domande sulla bontà delle scelte che venivano dall'alto. Coloro che sopravvissero alle Grandi purghe del 1937-1939 ebbero una carriera incalzante e molto rapida, dal momento che molte posizioni nei ranghi medi e alti del Partito, del governo e delle Forze Armate, restavano vacanti per l'eliminazione di chi le occupava.

### La carriera militare
Nel giugno 1941 la Germania nazista invase l'Unione Sovietica e, come molti funzionari del Partito che godevano di considerazione, Brežnev fu immediatamente richiamato alle armi (i suoi ordini avevano la data del 22 giugno). Egli si occupò dell'evacuazione delle fabbriche di Dnipropetrovsk nell'Est russo, prima che la città cadesse in mano tedesca il 26 agosto, e fu poi riassegnato come politruk (политрук, commissario politico). In ottobre, Brežnev fu messo a capo dell'amministrazione politica per l'intero Fronte Meridionale, col grado di Commissario di brigata.
Nel 1942, con l'Ucraina completamente in mano tedesca, Brežnev fu inviato in Caucaso come capo dell'amministrazione politica del fronte transcaucasico. Nell'aprile 1943 diventò capo del dipartimento politico della XVIII armata, che successivamente fu inserita nel I Fronte Ucraino, quando l'Armata Rossa riprese l'iniziativa e cominciò l'avanzata verso occidente sul territorio ucraino. Il commissario politico del Fronte, suo diretto superiore, era Nikita Chruščёv, che divenne un importante alleato nella carriera di Brežnev. Alla fine della guerra in Europa Brežnev occupava la posizione di capo commissario politico del IV Fronte Ucraino, che entrò a Praga dopo la resa tedesca.
Nell'agosto 1946 Brežnev lasciò l'Armata Rossa col grado di maggior generale: era stato commissario politico per l'intera durata del conflitto, e si era occupato pochissimo di incarichi di comando militare vero e proprio. Dopo aver lavorato su alcuni progetti per la ricostruzione in Ucraina, tornò alla vita civile come primo segretario a Dnepropetrovsk. Nel 1950 divenne deputato del Soviet Supremo, il parlamento dell'URSS; nello stesso anno, fu primo segretario del PCM nella RSS Moldava. Nel 1952 divenne membro del Comitato Centrale del Partito Comunista, e successivamente del Praesidium (già noto come Politburo).
Nel 1976 verrà infine promosso al grado di Maresciallo dell'Unione Sovietica, il più alto grado della gerarchia militare sovietica, anche se il più insigne grado era quello di Generalissimo dell'Unione Sovietica creato e riservato appositamente solo per Stalin in quanto Padre della Patria.

### La scalata al potere
Stalin morì nel marzo del 1953, e nella riorganizzazione che seguì, come risultante della decisione del XXIII congresso del PCUS, fu abolito il Praesidium, la cui funzione fu assolta dal Politburo, mentre il primo segretario del partito assunse la vecchia veste di segretario generale. Anche se Brežnev non vi fu incluso, fu comunque nominato capo del Direttorato Politico dell'Esercito e della Marina, con il grado di tenente generale, una posizione di grande rilievo la cui assegnazione fu probabilmente non priva dell'influenza del suo mentore e amico, Nikita Chruščёv, il quale aveva da poco preso il posto di Stalin come segretario generale del partito. Nel 1955 venne nominato primo segretario del partito in Kazakistan, una posizione a sua volta molto importante.

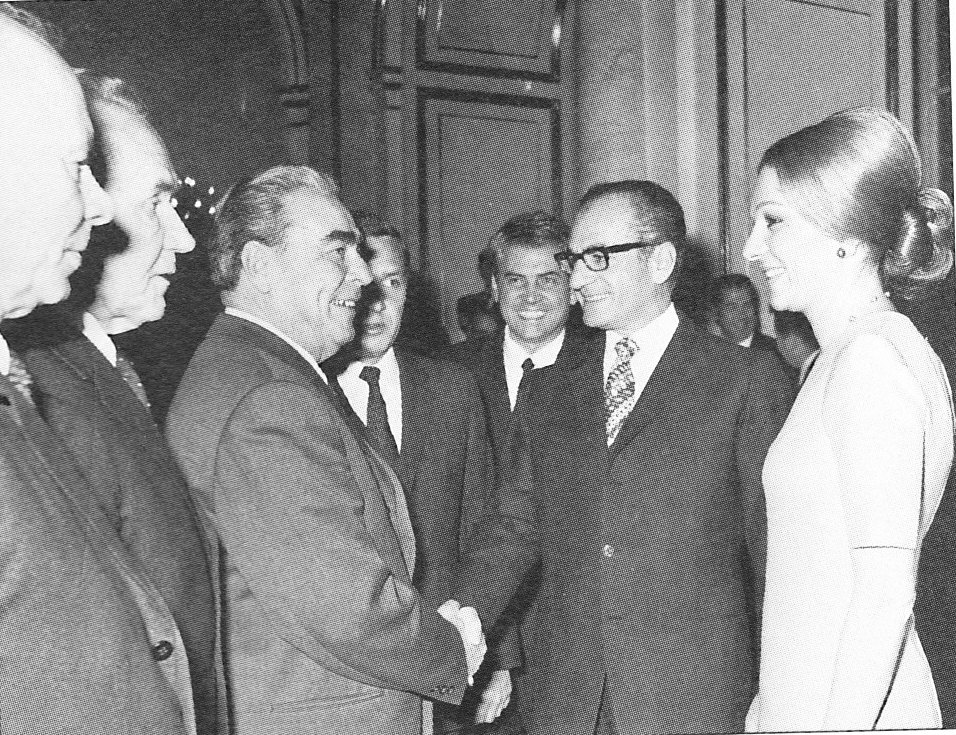
Con lo scià Reza Pahlavi e la moglie Farah Diba

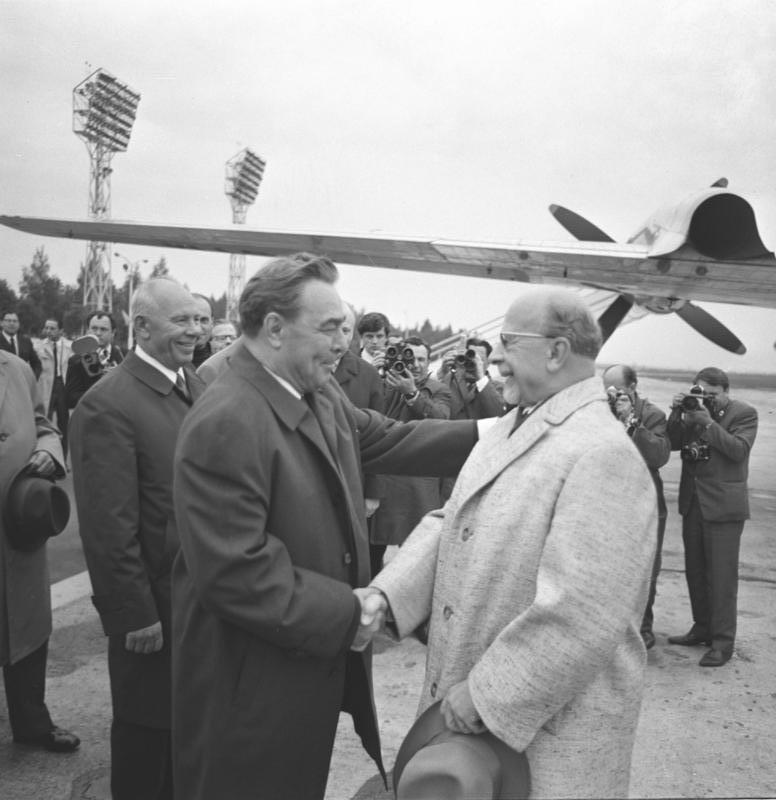
Brežnev incontra il Segretario Generale del Partito Socialista Unificato di Germania (SED) Walter Ulbricht

Nel febbraio del 1956 Brežnev fu richiamato a Mosca, promosso a membro candidato del Politburo, e fu incaricato dell'industria degli armamenti, del programma spaziale, dell'industria pesante e della loro amministrazione. In quei momenti, come membro dell'entourage di Chruščёv, egli diede supporto a quest'ultimo nella lotta contro la vecchia guardia stalinista della leadership di partito, il cosiddetto "Gruppo Anti-partito" guidato da Vyacheslav Molotov, Georgij Malenkov e Lazar Kaganovič. A seguito della sconfitta della vecchia guardia Brežnev divenne un membro pieno del Politburo.
Nel 1959 Brežnev divenne secondo segretario del Comitato centrale e nel maggio 1960 fu promosso a presidente del Praesidium del Soviet Supremo e reso nominalmente capo dello stato. Anche se il vero potere era nelle mani di Chruščёv, che era segretario di partito, la posizione presidenziale permise a Brežnev di viaggiare all'estero, e così iniziò a sviluppare il gusto per i ricchi abiti occidentali e le automobili, per le quali divenne poi famoso.
Divenne primo segretario del Comitato Centrale del PCUS nel 1964 (nel 1966 sarà segretario generale), in seguito alla "deposizione" di Chruščёv (ufficialmente avvenuta per il sopraggiungere "dell'età avanzata e del peggioramento delle condizioni di salute"), secondo alcune teorie frutto di una cospirazione guidata dallo stesso Brežnev insieme ad Aleksandr Šelepin e al capo del KGB Vladimir Semičastny. Alla carica di primo ministro un tempo tenuta da Chruščёv fu nominato Aleksej Kosygin. Nello stesso anno Brežnev cedette la carica di Presidente dell'URSS ad Anastas Mikojan ma la riprese nel 1977, cumulandola alla carica di Primo Segretario del PCUS ed acquisendo una posizione di dominio de facto.
Il 22 gennaio 1969 il corteo che trasportava Brežnev attraverso la capitale fu preso a colpi d'arma da fuoco da un ex militare sovietico disertore, Viktor Ilyin, lasciando il leader illeso, ma ferendo lievemente diversi celebri cosmonauti del programma spaziale sovietico che erano presenti nel corteo (che avevano partecipato alle missioni Sojuz 4 e Sojuz 5).

### Gli anni alla guida dell'URSS

#### La politica estera e ladottrina Brežnev

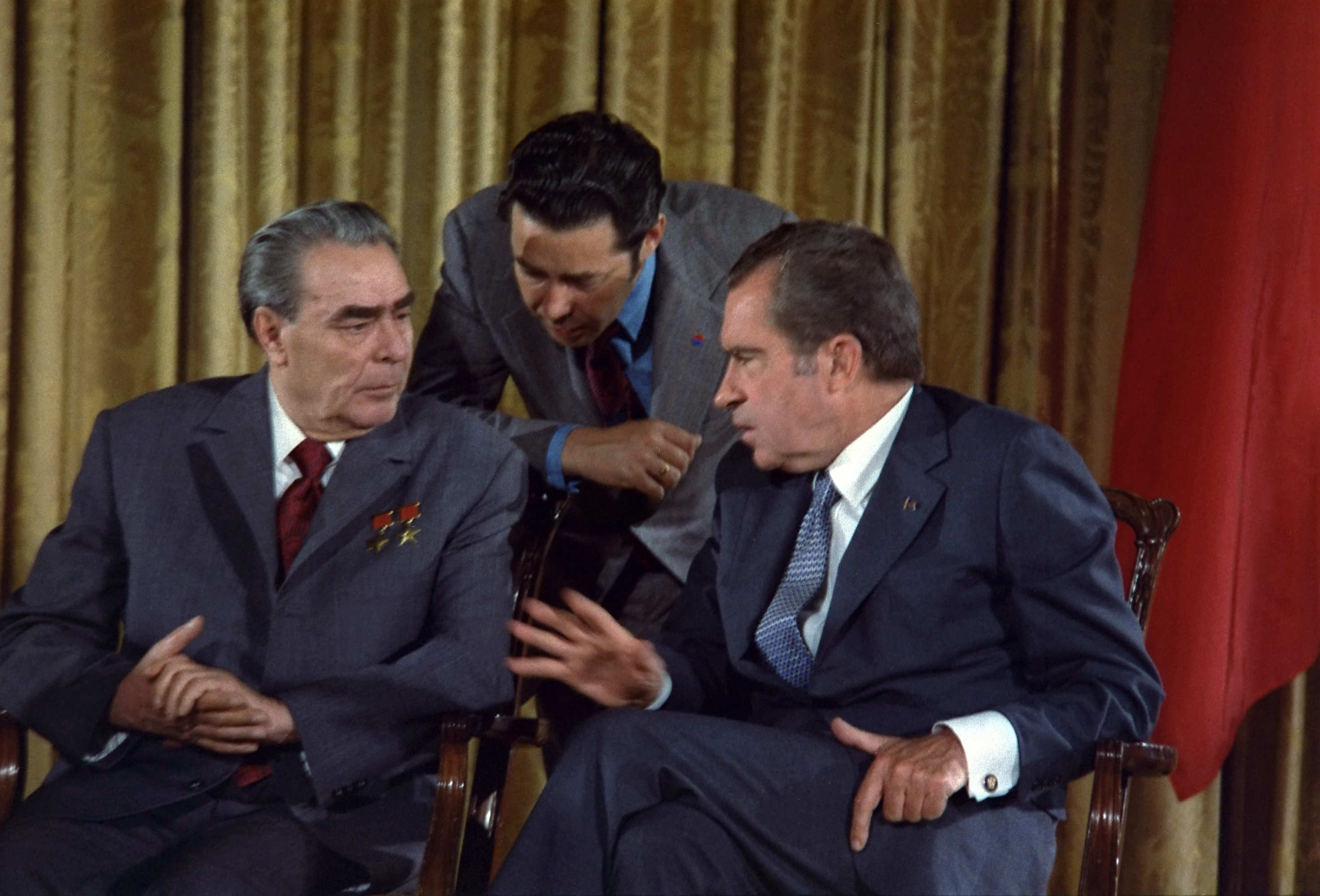
Brežnev e Richard Nixon in un incontro ufficiale nel 1973.

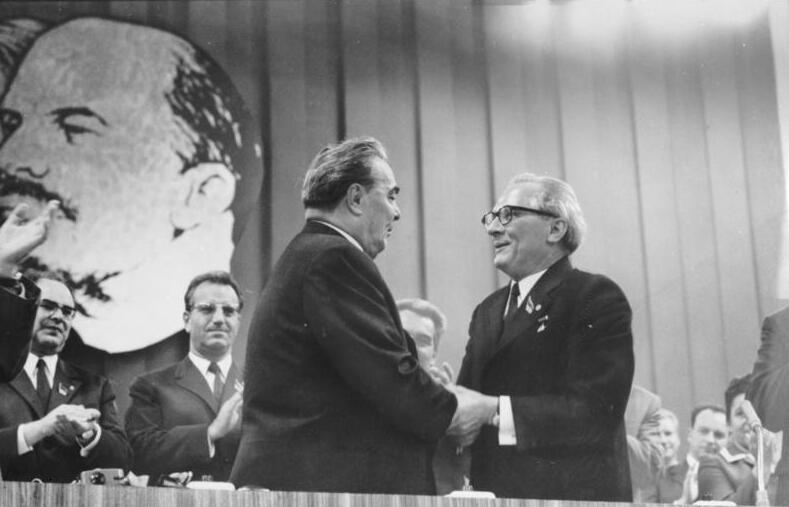
Il capo della Germania dell'Est Erich Honecker ringrazia Brežnev del discorso tenuto durante l'VIII congresso del SED il 16 giugno 1971.

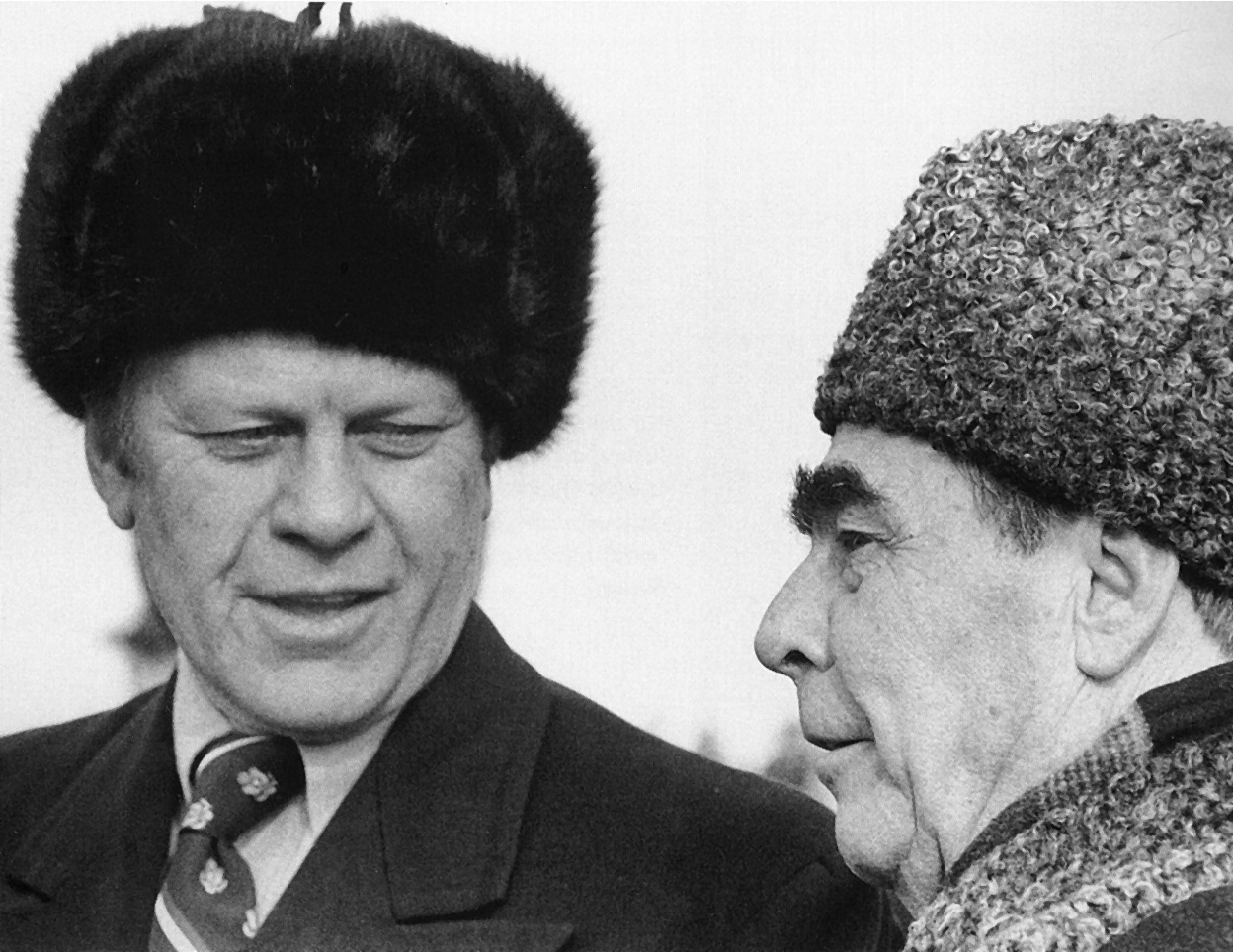
Gerald Ford e Brežnev durante l'incontro di Vladivostok del 1974.

La sua politica estera passò alla storia sotto la definizione di "dottrina Brežnev" (nota anche come teoria o "dottrina della sovranità limitata"), esposta nell'intervento programmatico tenuto al V Congresso del Partito Operaio Unificato Polacco (12 novembre 1968). Nel periodo in cui Alexander Dubček tentava di avviare in Cecoslovacchia il programma di liberalizzazione del sistema comunista, Brežnev sostenne una politica aggressiva che vedesse l'Unione Sovietica l'unica titolata, in quanto stato guida del comunismo, ad intervenire, anche militarmente, negli affari interni dei paesi alleati del Patto di Varsavia (che godevano così, appunto, solo di una sovranità limitata). Si giustificò così nel 1968 l'invasione della Cecoslovacchia da parte del Patto di Varsavia, che pose fine alla primavera di Praga. Anche l'invasione dell'Afganistan in appoggio alle colonne comuniste nel paese e l'allargamento dell'influenza sovietica in Medio Oriente, Asia (sostegno al Vietnam del Nord contro la Cambogia) e in Africa (interventi in Angola e Etiopia in appoggio a Menghistu), teso a rafforzare il peso dell'URSS nel mondo, sono da inquadrare all'interno del nuovo espansionismo sovietico imposto da Brežnev.
Brežnev, quando ritenne che gli Stati Uniti attraversassero un periodo di debolezza politica (in conseguenza dell'insuccesso nella Guerra del Vietnam e delle dimissioni di Nixon a seguito dello scandalo Watergate, tutti smacchi diplomatici che avevano indebolito l'immagine degli USA), ovvero a partire dalla metà degli anni settanta, si adoperò per cercare di adeguare a vantaggio dell'URSS quella che lui credette una fase dannosa per gli USA, con l'installazione dei missili SS20 provvisti di testata nucleare nei paesi dell'Europa dell'Est a partire dal 1976. Ciò diede inizio ad una escalation nucleare, in quanto all'inizio degli anni ottanta gli USA risponderanno installando nei paesi dell'Europa occidentale i missili nucleari a medio raggio Pershing II e Cruise.
Nei confronti di Stati Uniti ed Europa occidentale accettò tuttavia momenti di distensione sul fronte della denuclearizzazione, in larga parte proseguendo nella linea iniziata dal predecessore, riportando risultanti non indifferenti, sebbene poco soddisfacenti (a causa dei disaccordi in relazione ai bombardieri sovietici Tupolev Tu-22M e ai missili da crociera statunitensi), agli inizi degli anni settanta con la firma del primo trattato sulla limitazione delle armi strategiche SALT I (che non ottenne però seguito). Dopo gli incontri con Nixon a Mosca nel luglio 1974 e Ford a Vladivostok (novembre 1974), ripreso poi a Ginevra nel gennaio 1975, il secondo accordo per la limitazione della costruzione di armi strategiche (SALT II) fu raggiunto a Vienna il 18 giugno 1979, e firmato col presidente Jimmy Carter. Tuttavia l'intervento sovietico in Afghanistan nel 1979 segnò un deterioramento nelle relazioni USA-URSS che portò all'adozione di severe sanzioni contro l'URSS da parte degli USA, che rifiutarono di ratificare il SALT II, nonché, tra l'altro, al boicottaggio di due Olimpiadi, quelle del 1980 a Mosca, e quelle del 1984 a Los Angeles.
Negli anni settanta fu inoltre il principale interlocutore della Ostpolitik del cancelliere della Germania Occidentale Willy Brandt. Tolse la Iugoslavia del maresciallo Tito dall'isolamento ideologico e politico a cui era stata condannata da Stalin e avviò dei rapporti di collaborazione con la Francia (i dirigenti sovietici ottenevano cordiale accoglienza nel paese a guida gollista). Nel 1975 sottoscrisse gli accordi di Helsinki in cui vennero riconosciute e accettate le frontiere esistenti fra gli stati europei, compresa quella che divideva la Germania in due entità politiche distinte e sovrane e, in cambio dell'implicito riconoscimento del dominio sovietico in Europa orientale, l'URSS si impegnò al rispetto dei diritti umani. I rapporti con l'Occidente si deteriorarono ulteriormente nel 1981 a causa della politica sovietica repressiva contro la Polonia, e proprio tale questione contribuì ad allontanare definitivamente dalla sfera di influenza sovietica alcuni fra i più importanti partiti comunisti europei. Poco prima di morire riaprì alcuni negoziati con la Repubblica Popolare Cinese.

#### La politica economica
Durante l'era di Brežnev l'URSS avviò tre piani quinquennali di sviluppo dell'industria, l'ottavo (1966-1970), il nono (1971-1975) e il decimo (1976-1980), denominato "piano quinquennale della qualità". I nuovi piani di industrializzazione mostravano però un rallentamento sempre più evidente dell'economia del paese (abbassamento del tasso di crescita del PIL e di quello della produttività, scarsi rendimenti degli investimenti), soprattutto durante il periodo del nono piano e poi anche ai tempi del decimo e dell'undicesimo. L'URSS subì gli effetti dannosi del declino della manodopera (il paese era ormai largamente urbanizzato, l'incremento demografico aveva frenato, e l'industria non poteva più reggersi su quella riserva di uomini che aveva consentito in passato un costante sviluppo industriale), l'aprirsi del deficit commerciale con gli USA, ma soprattutto della crisi mai risolta dell'agricoltura, che a partire dal 1972 e fino alla morte di Brežnev andò incontro a raccolti cerealicoli incerti, talvolta rovinosamente negativi, talvolta eccellenti.
I livelli di sviluppo sovietici, sebbene subissero un allarmante calo, apparvero ugualmente elevati a fronte della recessione che colpiva l'Occidente. Va segnalata infine una arretratezza tecnologica e un gap di produttività dell'URSS che la poneva su livelli di squilibrio col rivale statunitense e che la costringeva a importare nuovi prodotti americani sfruttando in parte i proventi della vendita del petrolio.
Alcuni studiosi hanno osservato come vi siano state due fasi nell'arco di potere di Brežnev. Una prima sostanzialmente positiva, che vide buoni aumenti dei livelli di vita contestuali a crescita dei settore militare e industriale, mentre gli ultimi anni avrebbero conosciuto gli effetti della stagnazione e della crisi produttiva del comparto agricolo. Se da un lato vi furono aumento del livello di vita, crescita della potenza militare, riduzione del divario dei livelli di PIL e produttività con gli Stati Uniti, dall'altro si assistette a una costante decelerazione di questi fenomeni e alla già citata esacerbazione del deficit produttivo dell'agricoltura. La responsabilità più grave del governo di Brežnev riguarda soprattutto la scarsa capacità di interpretare i segnali negativi dell'economia sovietica e di attuare severe e adeguate misure per contrastare la situazione di crisi.

### Il consolidamento del potere e la morte

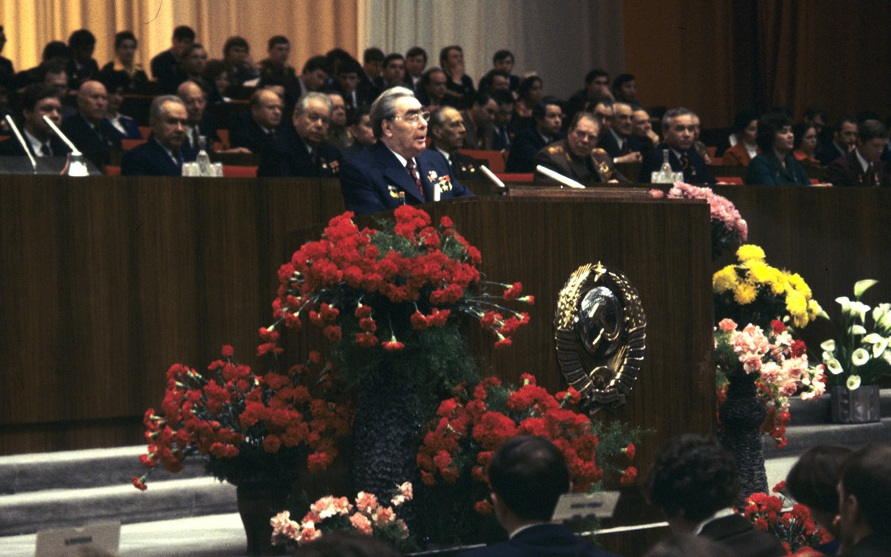
Brežnev tiene un discorso al XVIII Congresso del Komsomol il 15 aprile 1978.

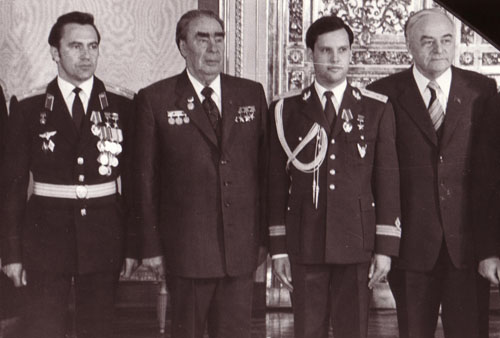
Brežnev nel 1981, un anno prima della morte.

Negli ultimi anni della sua vita, nonostante la vecchiaia e la salute malferma, che peggiorò vistosamente con disturbi diversi sin dal 1974 (soffrirà di malattie cardiovascolari, leucemia, carcinoma orale, enfisema e disfunzioni circolatorie), tanto da far diffondere voci interne sulla sua morte sin dalla prima metà degli anni settanta, Brežnev consolidò il proprio potere: nel 1976, anno del conseguimento del successo nel XXV Congresso del partito, fu nominato maresciallo dell'Unione Sovietica.
L'anno successivo, eletto nuovamente alla presidenza del presidium del Soviet Supremo al posto di Nikolaj Podgornyj (assommando per la prima volta nella storia dell'URSS le cariche di leader del partito e di capo dello stato), promosse la riforma della Costituzione (detta anche "Costituzione Brežnev"). Vi veniva riaffermata la funzione di controllo del partito, al quale venne assegnato il potere di attuare un monitoraggio capillare sul territorio attraverso il coinvolgimento delle masse per mezzo di associazioni e strutture ricreative, e ribadito con maggiore completezza il carattere plurifunzionale, federale e unitario dell'Unione, attribuendo alle repubbliche federate il diritto di libera secessione, che negli anni successivi influirà sul distacco degli stati satellite e sul dissolvimento dell'URSS.
Nel 1981 fu di nuovo alla guida del PCUS. La sua autorità crebbe a tal punto che nel partito si iniziò a vociferare di un ritorno al culto della personalità. Dopo aver subito un grave ictus nel maggio 1982, avendo rifiutato di abbandonare il potere, mantenne ogni incarico fino al sopraggiungere della morte il 10 novembre 1982 a causa di un infarto cardiaco. La notizia della sua morte venne ufficialmente diffusa l'11 novembre simultaneamente attraverso la radio e la televisione sovietica (l'annuncio televisivo fu letto da Igor' Kirillov con le lacrime agli occhi alle 11:00 del mattino ora di Mosca). Dopo cinque giorni di lutto nazionale si tennero i solenni funerali di Stato, cui parteciparono 32 capi di Stato, 15 capi di Governo, 14 ministri degli Esteri e quattro principi. Brežnev fu poi sepolto nella necropoli delle mura del Cremlino.

### Matrimonio e famiglia

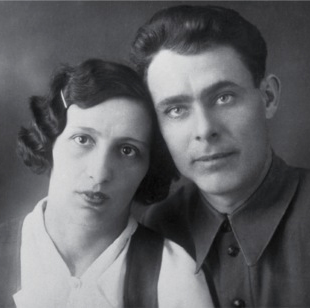
Brežnev con Viktorija Denisova nel 1927

Brežnev nel 1928 si sposò con Viktorija Petrovna Denisova (Дени́сова), nata a Belgorod nel 1907. Secondo l'opinione dello storico Robert Service, la donna avrebbe avuto origini ebraiche, ma altri mettono in dubbio questa affermazione. Viktorija incontrò Leonid per la prima volta nel 1925. Dopo circa tre anni di frequentazione, i due si sposarono nel 1928. L'anno seguente Viktorija diede alla luce la loro prima figlia, Galina Brežneva, e quattro anni dopo il figlio Jurij Brežnev. La relazione tra Viktorija e Leonid viene descritta come tenera e all'antica. Secondo le memorie dei parenti di Brežnev era Viktorija che incoraggiava il marito ad una visione materialistica della vita.
Durante il periodo nel quale Leonid fu segretario generale del PCUS, Viktoria, pur mostrandosi al suo fianco, non gradiva essere oggetto della pubblica attenzione. La sua ultima apparizione in pubblico fu al funerale di stato del marito, avvenuto il 10 novembre 1982. Viktoria sopravvisse a Leonid per 13 anni, e morì nel 1995. Gli ultimi anni li passò nel vecchio appartamento dove avevano vissuto insieme. La figlia Galina non partecipò ai funerali, che videro però la presenza del resto della famiglia.
Anche il figlio Jurij (31 marzo 1933 - 3 agosto 2013) fu una personalità poco amante dell'esposizione mediatica. Prima delle forzate dimissioni, avvenute a seguito di un'incriminazione per corruzione, fu membro del Comitato Centrale del PCUS e ricoprì l'incarico di primo vice-ministro del Commercio Estero. Anche dopo la dissoluzione dell'Unione Sovietica non entrò nella vita politica attiva e rifiutò in varie occasioni di partecipare a documentari televisivi e di rilasciare interviste.

## Curiosità

### La passione per le automobili

Brežnev accanto a Richard Nixon a Camp David il 20 giugno 1973

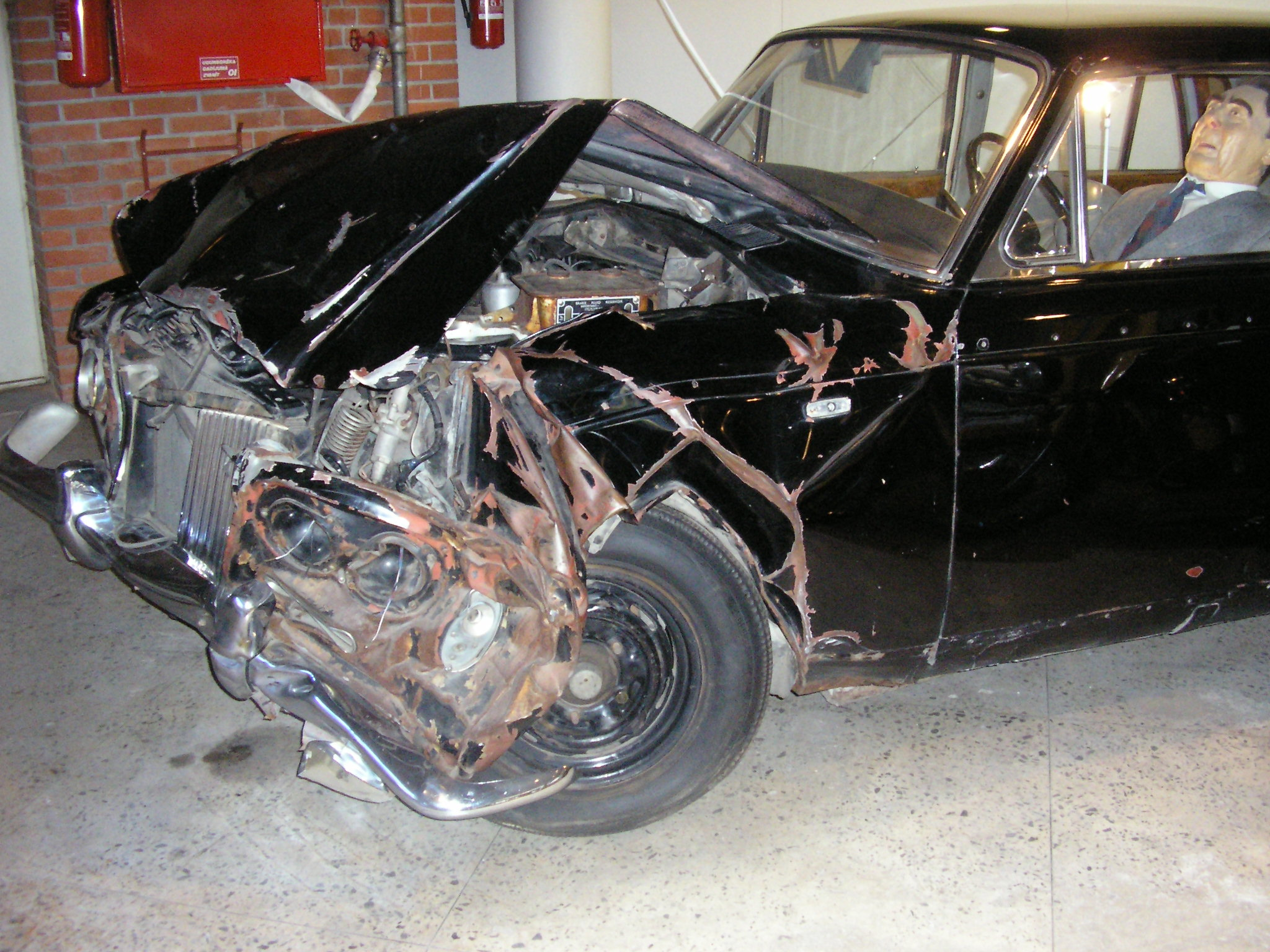
La Rolls-Royce Silver Shadow di Brežnev conservata al museo di Riga

Ben nota era la grande passione del leader sovietico per le automobili, con una particolare predilezione per le grandi berline ad alte prestazioni. Dopo la sua elezione al vertice dell'URSS, i politici dell'intero pianeta fecero a gara per dimostrare la loro amicizia attraverso il dono di lussuose vetture. Si dice che la madre di Brežnev alla vista della collezione di autovetture del figlio abbia esclamato: "È tutto molto bello, figlio mio, ma se i bolscevichi tornassero?".
Nel 1980 il garage di Brežnev era giunto a contenere una cinquantina di fuoriserie, che egli faceva mantenere con scrupolo e che utilizzava a turno, guidandole personalmente a velocità sostenuta sulla Leningradskij Prospekt che, nelle occasioni, veniva opportunamente chiusa al traffico per diverse ore. Fu in una di queste "scorribande" , nel 1980, che Brežnev distrusse la sua Rolls-Royce Silver Shadow del 1966, in un pauroso incidente. La vettura è ora conservata al Motor Museum di Riga e, all'epoca, venne immediatamente rimpiazzata dalla casa inglese. Tra i pezzi più importanti della collezione, anche una speciale Mercedes 600 Pullman a sei porte, costruita in soli due esemplari. L'altro venne donato all'imperatore Hirohito.
Il presidente statunitense Richard Nixon regalò al collega sovietico, nel 1972, una Cadillac Eldorado e, dietro esplicita richiesta dello stesso Brežnev, nel 1974 gli fece recapitare una speciale versione personalizzata di Lincoln Continental. Anche il comitato centrale del Partito Comunista Italiano, nel 1968 fece dono al leader comunista di una fiammante Maserati Quattroporte, all'epoca considerata una delle berline dalle più elevate prestazioni della produzione mondiale. Dopo la morte di Brežnev, la collezione venne smembrata, per finire nelle mani di commercianti stranieri di auto d'epoca.

### Il "bacio di Brežnev"

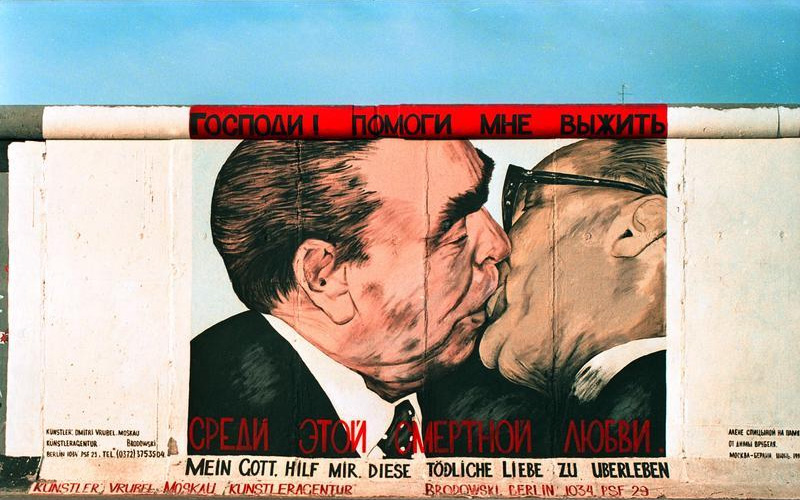
Il murale Mio Dio, aiutami a sopravvivere a questo amore mortale, tratto da una foto che ritraeva il bacio tra Leonid Brežnev e Erich Honecker

La fotografia che ritrae il bacio "alla sovietica" tra Honecker e il segretario del PCUS nel 1979 (in occasione del trentennale della Repubblica Democratica Tedesca) divenne un'icona della guerra fredda. L'immagine fu riprodotta sul muro di Berlino in un murale satirico (ora all'East Side Gallery) intitolato "Mio Dio, aiutami a sopravvivere a questo amore mortale" (in tedesco Mein Gott, hilf mir, diese tödliche Liebe zu überleben), realizzato dal pittore russo Dmitrij Vrubel'.

## Opere

### Testi scritti da Brežnev
- Leonid Il'ič Brežnev, La via leninista, 8 voll., Roma, Editori Riuniti, 1974-1982.
- Leonid Il'ič Brežnev, Memorie di guerra e dopoguerra, Roma, Editori Riuniti, 1978.

## Onorificenze
Brežnev, soprattutto in età avanzata, sviluppò una predilezione particolare per ogni tipo di decorazione e titolo, che lo portò ad accumulare un numero di cariche e di onorificenze.